# 산호색
산호색(coral)의 다양한 톤은 귀중한 산호로 알려진 자포동물의 색상을 주황색, 빨간색, 분홍색으로 표현한 것이다.
산호색의 웹 색상은 오렌지 색조에 인접하게 표현된다. 다른 현대적인 색 구성표는 주황색이나 빨간색의 다양한 색조를 사용한다.
산호의 영단어 coral을 색상 이름으로 사용한 최초의 기록은 1513년이었다.